# Lago Negro
O Lago Negro é um lago artificial situado em Gramado, no Bairro Planalto, na Rua A. J. Renner. Aberto diariamente durante 24h, oferece passeio de pedalinhos (de 8:30h às 19h), bar, restaurante e loja de conveniências.

## Informações
Área do Parque Lago Negro - 89.336m²

Área do Lago Negro - 17.470m²

Extensão da Trilha de Caminhada - 740m Lineares

Profundidade máxima do Lago - 14m

Extensão Longitudinal do Lago - 287m

Extensão Transversal do Lago - Máx. 110m / Min. 33m

## História
Inicialmente chamava-se Vale do Bom Retiro. O local em que o lago se encontra atualmente foi destruído por um incêndio em 1942, e Leopoldo Rosenfeld iniciou seu reflorestamento e a construção da barragem do lago em 1953, procurando semelhança com os lagos da Europa. As mudas de pinheiros que o margeiam foram trazidas da Floresta Negra, em alemão Der Schwarzwald, localizada no sudoeste da Alemanha, no estado do Baden-Württemberg.

## Imagens adicionais

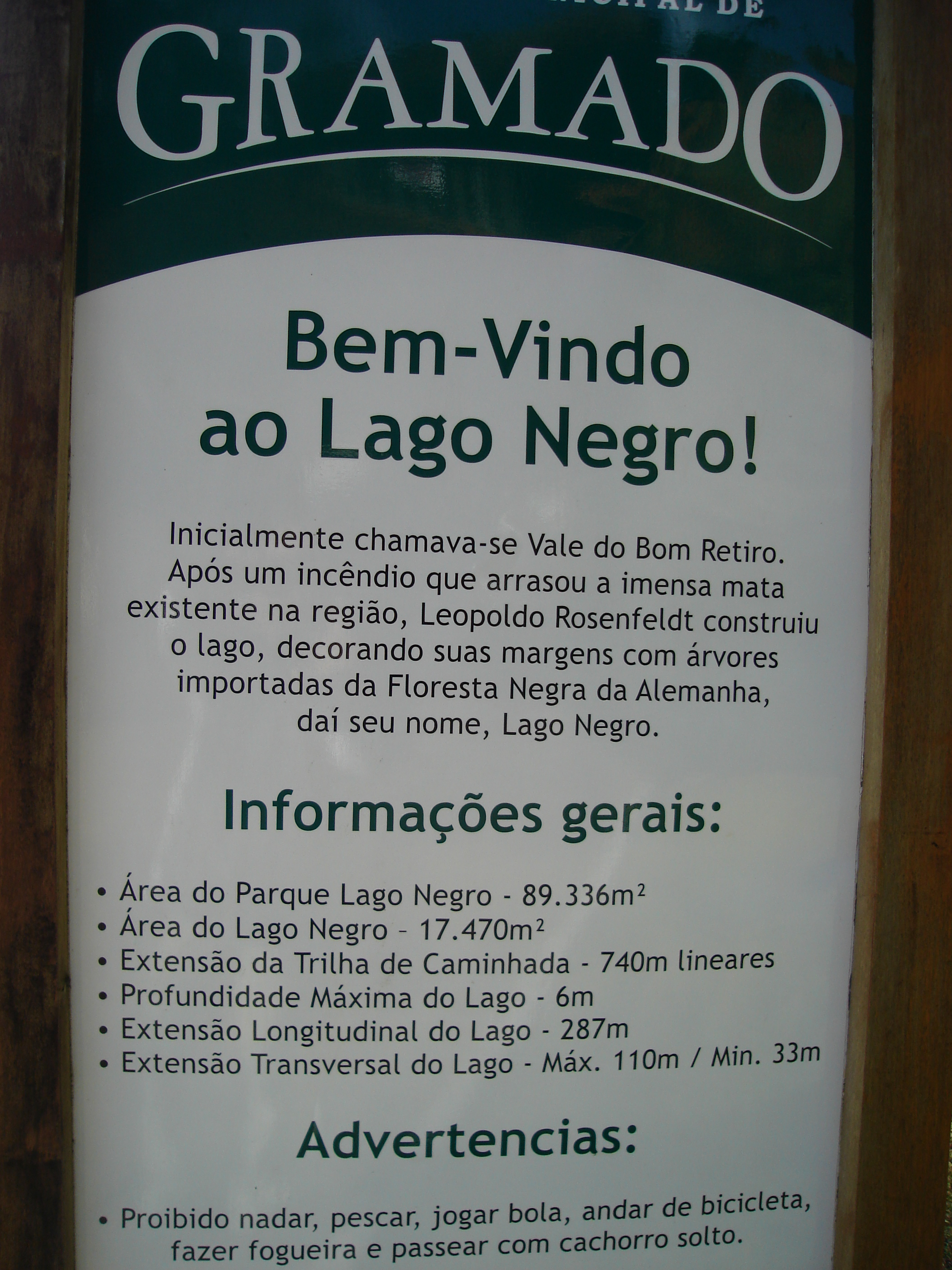
Placa Informativa
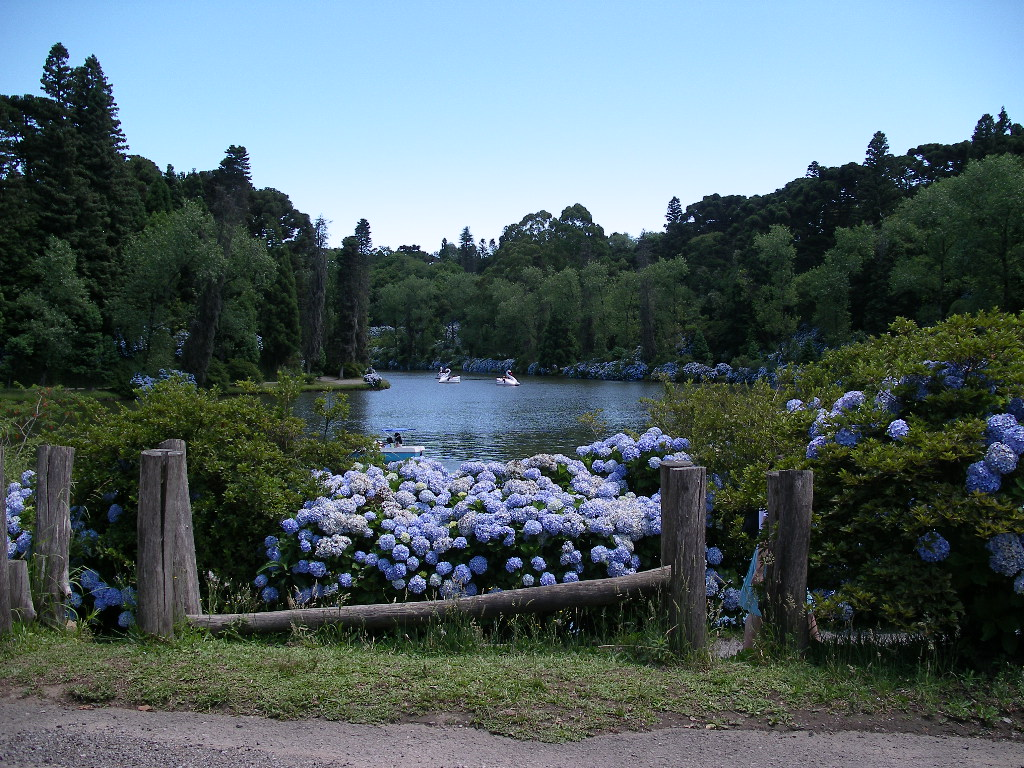
Lago Negro
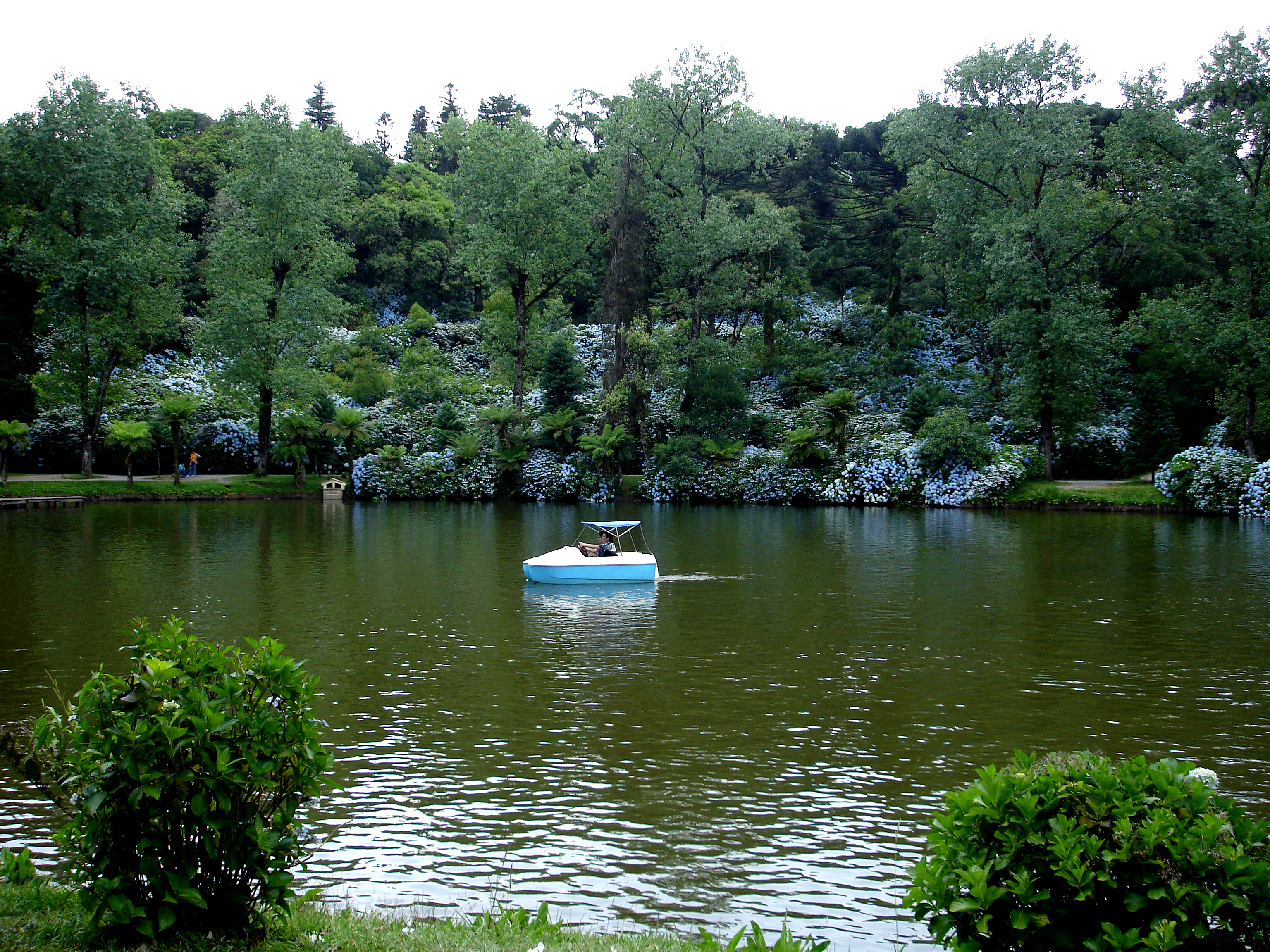
Lago Negro
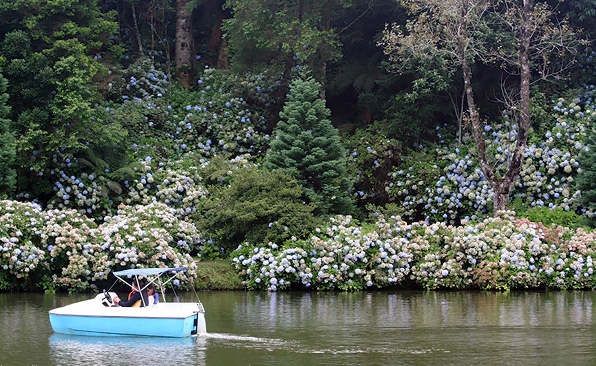
Pedalinho no Lago Negro
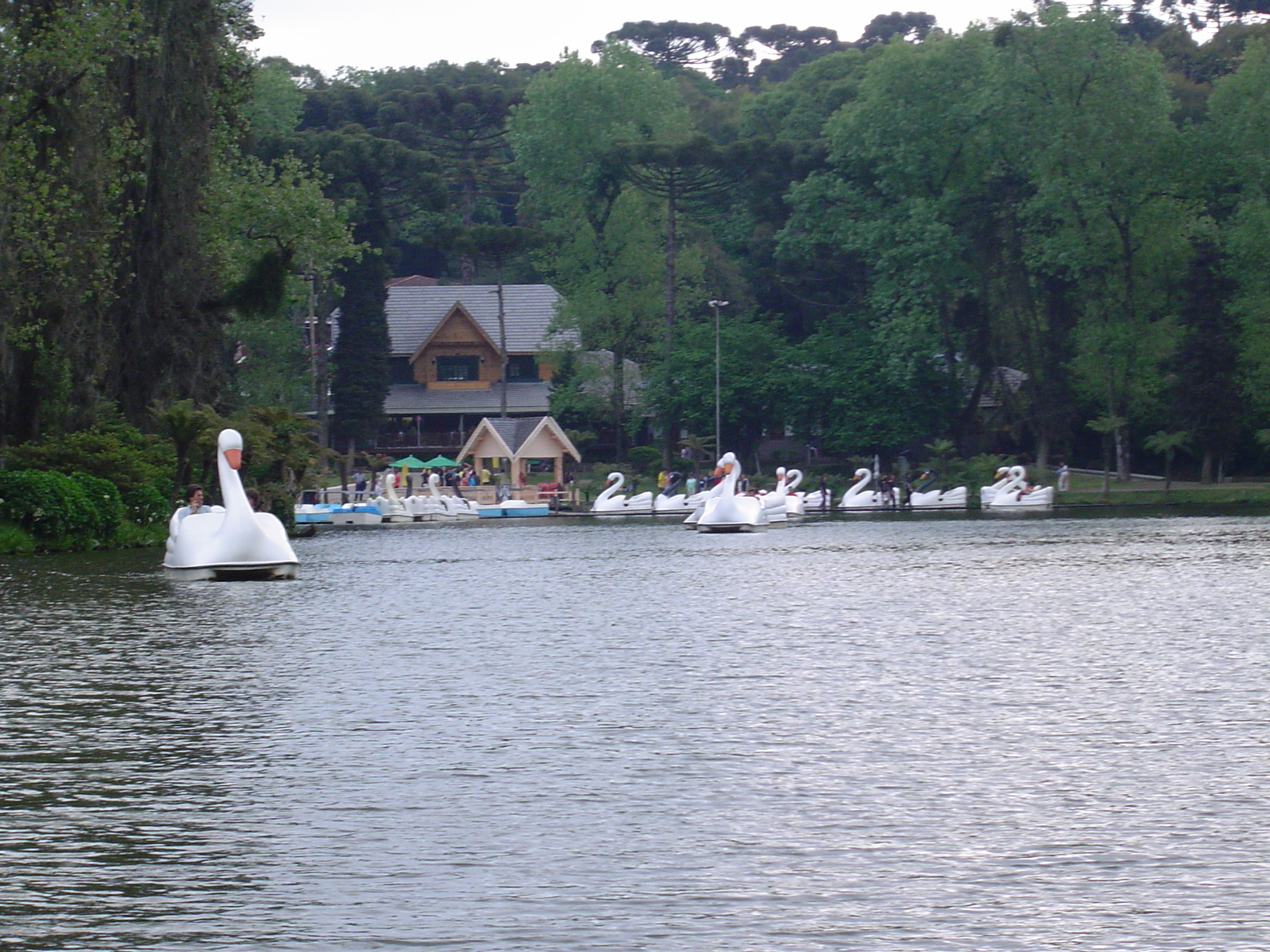
Lago Negro